# Liste des films d'Ollywood de 1950
Le cinéma Ollywood, basé à Bhubaneswar et Cuttack en Inde, a produit, en 1950, les films suivants :
| Titre              | Réalisateur         | Distribution                                      | Genre   | Notes |
| ------------------ | ------------------- | ------------------------------------------------- | ------- | ----- |
| Saptasajya (en)    | Kalyan Gupta        | Giridhari, Pankaj Nanda, Ratikant Nayak           |         | [ 1 ] |
| Sri Jagannath (en) | Chitta Ranjan Mitra | Gopal Chandra Ghosh, Gloria Mahanty, Kartik Ghosh | Fantasy | [ 2 ] |